# 午姓
午姓，一個中國姓氏，人數較少。

## 來源
中國春秋时楚公子午之後人，以其名為氏，於是有了午氏。

## 延伸阅读
[在维基数据编辑]
 《欽定古今圖書集成·明倫彙編·氏族典·午姓部》，出自陈梦雷《古今圖書集成》